# Kalanchoe thyrsiflora
Kalanchoe thyrsiflora ist eine Pflanzenart aus der Gattung Kalanchoe in der Familie der Dickblattgewächse (Crassulaceae).

## Beschreibung

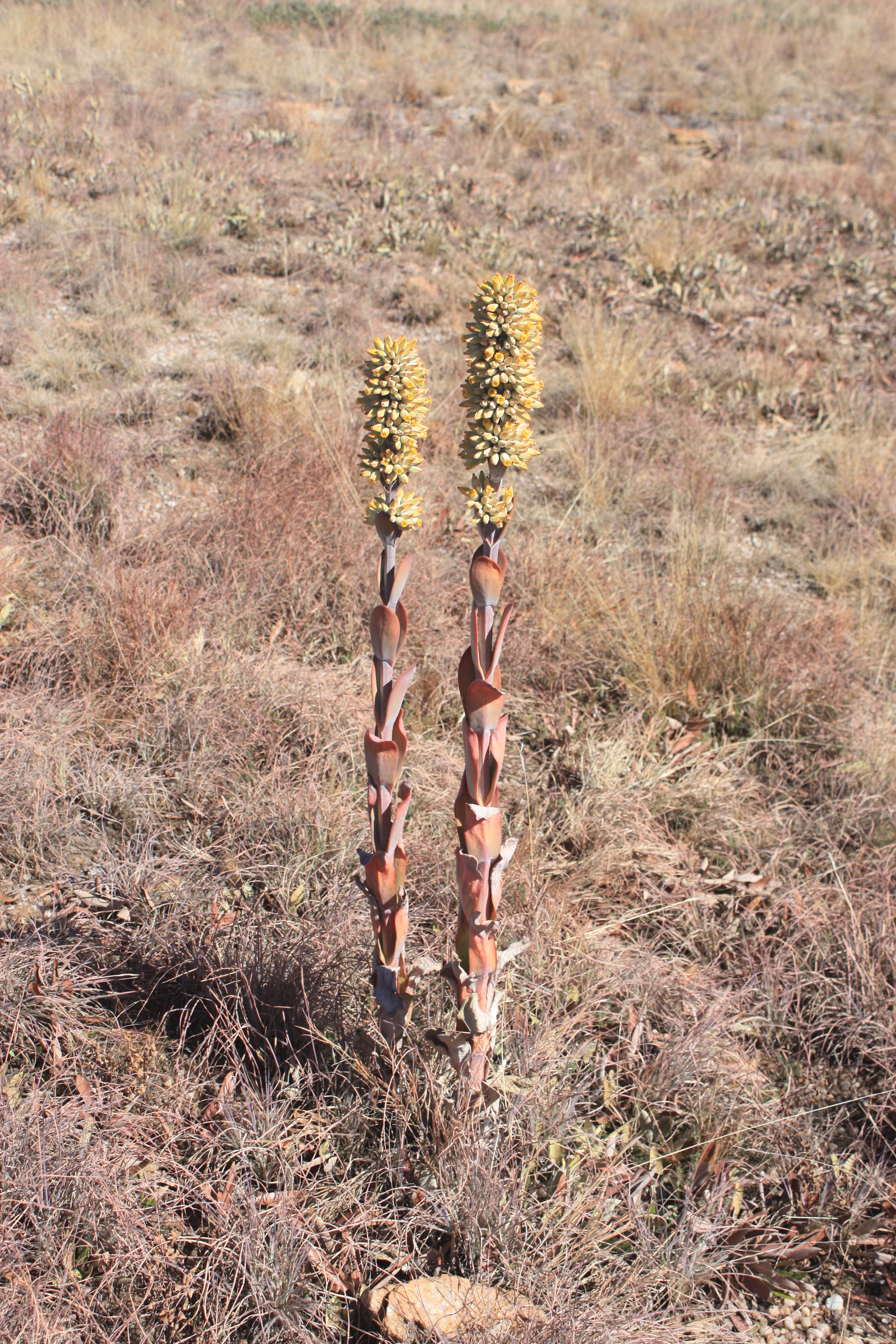
Blühende Kalanchoe thyrsiflora im Kgaswane Mountain Reserve bei Rustenburg

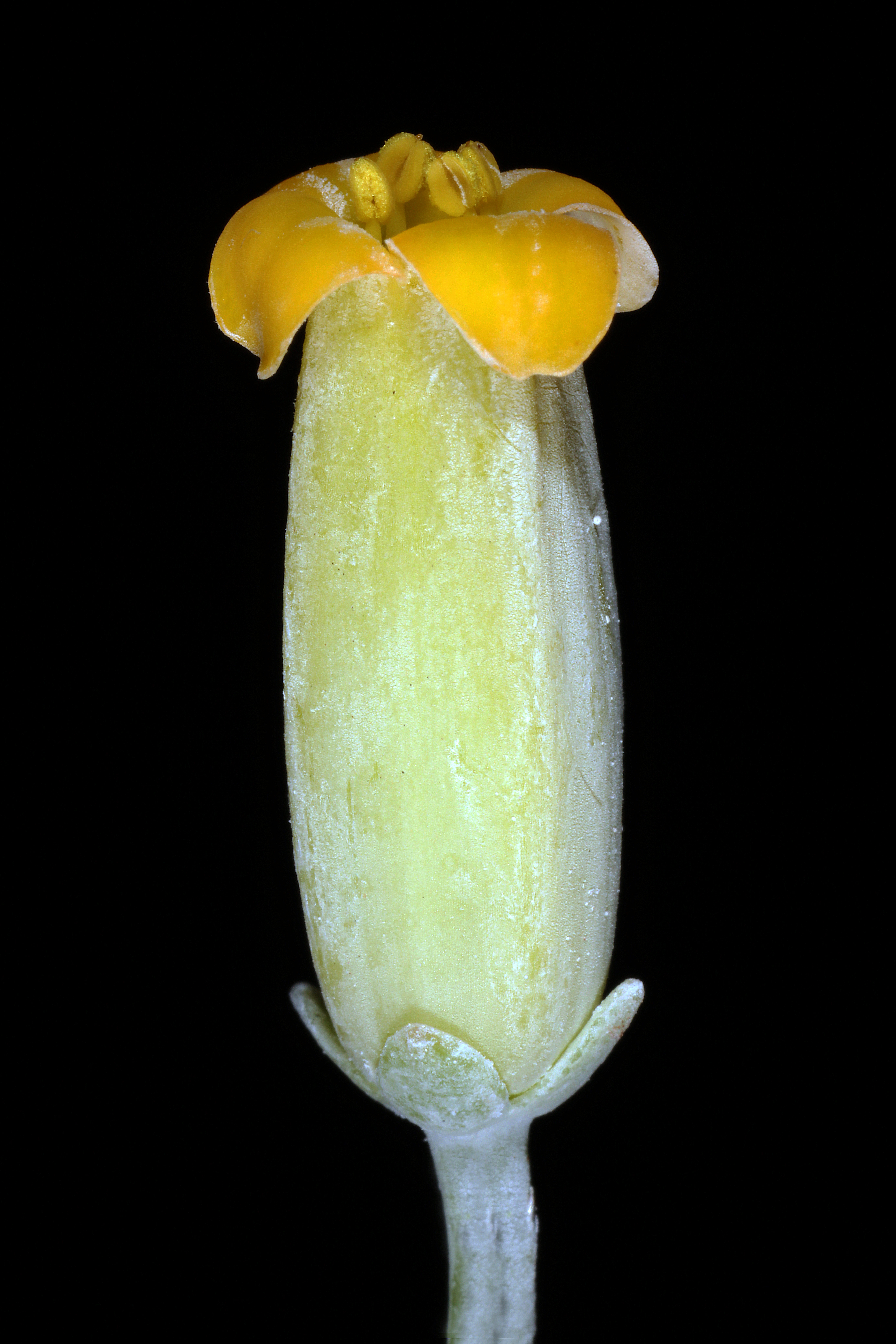
Blüte im Detail

### Vegetative Merkmale
Kalanchoe thyrsiflora ist eine zweijährige sukkulente Pflanze, die Wuchshöhen von 0,75 bis 1,5 Metern erreicht. Die oberirdischen Pflanzenteile sind vollständig kahl und wirken etwas mehlig, mit weißem, klebrigem Puder bestäubt. Die einfachen, aufrechten, kräftigen Sprossachse ist stielrund.
Die sitzenden, dicken, fleischigen, mit der Basis verwachsenen und halb stängelumfassenden Laubblätter stehen an der Basis dichter. Die graugrüne Blattspreite ist bei einer Länge von 6 bis 17 Zentimetern sowie einer Breite von 2,5 bis 12 Zentimetern verkehrt-eiförmig, verkehrt-lanzettlich-länglich bis spatelig mit gerundetem oder stumpfem oberen Ende. Die ganzrandigen Blattränder sind mehr oder weniger rot getönt.

### Blütenstand und Blüte
Der Blütenstand hat dichte, vielblütige Thyrsen, die bis 30 Zentimeter lang sind. Die ziemlich dicken Blütenstiele sind 6,5 bis 12 Millimeter lang.
Die Blüten sind aufrecht und verströmen einen durchdringenden, süßlichen Duft. Die zwittrige Blüte ist radiärsymmetrisch mit doppelter Blütenhülle. Der 1 bis 1,5 Millimeter lange Kelch endet in eiförmigen bis lanzettlichen, zugespitzten Kelchzipfel. Die goldgelben, gelben oder graugrünen mit dickem Reif bedeckten Kronblätter sind zu einer nach oben vierkantigen, 12 bis 20 Millimeter langen Röhre verwachsen. Die Blütenkrone ist fast urnenförmig oder eiförmig-länglich. Die Kronzipfel sind bei einer Länge von 2 bis 5 Millimetern sowie einer Breite von 3 bis 4,5 Millimetern eiförmig, bis fast kreisrund. Die Staubblätter sind am oberen Ende der Kronröhre angeheftet. Die oberen Staubblätter ragen über die Röhre hinaus. Die Staubbeutel sind bei einer Länge von 2 bis 5 Millimetern von 1,5 bis 2 Millimetern eiförmig-kreisrund. Das Fruchtblatt ist 12 bis 15 Millimeter lang. Der Griffel hat eine Länge von 1,5 bis 3 Millimeter.

### Frucht und Samen
Die aufrechten Balgfrüchte enthalten zahlreiche Samen. Die Samen sind 1 bis 1,3 Millimeter groß.

## Vorkommen
Kalanchoe thyrsiflora kommt im südöstlichen Botswana und in Südafrika vor. Sie gedeiht auf felsigem Grund im offenen Buschland.

## Taxonomie
Die Erstbeschreibung erfolgte 1862 durch William Henry Harvey in Flora Capensis ... Band 2, S. 380.

## Nachweise